# Medalha Mungo Park
A Medalha Mungo Park (em inglês:  Mungo Park Medal) é concedida pela Real Sociedade Geográfica Escocesa em reconhecimento a contribuições de destaque ao conhecimento geográfico através da exploração e/ou pesquisa, e/ou trabalho de natureza prática de benefício para a humanidade em ambientes potencialmente perigosos física ou socialmente. Foi fundada em memória do explorador escocês Mungo Park.

## Recipientes
- 1930 Angus Buchanan
- 1931 Frank Smythe
- 1934 Isobel W. Hutchison
- 1935 Freya Stark
- 1936 Lawrence Wager
- 1939 Edgar Barton Worthington
- 1944 Frank Fraser Darling
- 1948 Freddie Spencer Chapman, Mary Gibson Henry
- 1950 Thor Heyerdahl
- 1952 William Hutchison Murray
- 1953 Eigil Knuth
- 1954 Alain Bombard
- 1955 George Band, Thomas Dempster Mackinnon
- 1961 Marjory Penham
- 1962 Malcolm Slesser
- 1969 Hugh Leslie Simpson e Myrtle Simpson
- 1975 Haroun Tazieff
- 1981 Keith L. Miller
- 1987 John Ridgway
- 1988 John Hemming
- 1989 Christina Dodwell
- 1990 Charles Swithinbank
- 1991 Andrew Goudie
- 1992 Nicholas Crane e Richard Crane
- 1993 David Sugden
- 1994 Michael Buerk
- 1995 Nigel Winser e Shane Winser
- 1996 Michael Asher
- 1997 Chalmers M. Clapperton
- 1998 Julian Pettifer
- 1999 Kate Adie
- 2000 Colin Thubron
- 2001 Robin Hanbury-Tenison
- 2002 William Dalrymple
- 2003 John Simpson
- 2004 Norma Joseph e Maurice Joseph
- 2005 Jean Malaurie
- 2006 John Hare
- 2007 Norman E. Hallendy<
- 2008 Não houve premiação
- 2009 Ray Mears
- 2010 Rune Gjeldnes
- 2011 Ed Stafford
- 2012 Jock Wishart
- 2013 Tim Butcher[2]